# Кручинина, Ольга Семёновна
Ольга Семёновна Кручинина (1917—2007) — советский и российский художник по костюмам и педагог.  Заслуженный работник культуры РСФСР (1969). Заслуженный художник Российской Федерации (1994). Народный художник Российской Федерации (2002).

## Биография
Родилась 24 июня 1917 года в городе Воронеже, в 1931 году О. С. Кручинина вместе со своей семьёй переехала на постоянное место жительства в Москву.
С 1936 по 1941 годы обучалась в Московском текстильном институте. С 1944 по 1945 годы О. С. Кручинина работала художником-модельером в Общесоюзном доме одежды в Москве.
С 1945 по 1982 годы О. С. Кручинина работала художником по костюмам в кино. О. С. Кручинина работала над костюмами кинокартин самых разных жанров от комедий до исторических и героическо-патриотических.
С 1962 по 2002 годы помимо творчества О. С. Кручинина занималась и педагогической деятельностью: с 1962 по 1964 годы — преподаватель художественного факультета Московского текстильного института, а с 1977 по 2002 годы — преподаватель и основатель мастерской художника-постановщика по костюмам Всероссийского государственного института кинематографии имени С. А. Герасимова.
В 1969 году О. С. Кручининой было присвоено почётное звание — Заслуженный работник культуры РСФСР, в 2002 году — Народный художник Российской Федерации.
25 июня 2007 года в поздравительной телеграмме В. В. Путина на 90-летие О. С. Кручининой было сказано: 
Человек яркой творческой судьбы и удивительного дарования, Вы на протяжении всей своей жизни преданно служите любимому делу. Впечатляющий список работ, сотрудничество с выдающимися кинематографистами позволяют говорить о Вас как о настоящем художнике, тонком знатоке и мастере искусства костюма. Отрадно, что и сегодня Вы щедро делитесь профессиональными секретами с начинающими коллегами, реализуете свой педагогический талант
Умерла 13 декабря 2007 года в Москве. Похоронена на Троекуровском кладбище.

## Основные работы
- 1945 год — «Пятнадцатилетний капитан» (режиссёр В. Н. Журавлёв)
- 1946 год — «Каменный цветок» (режиссёр А. Л. Птушко)
- 1946 год — «Старинный водевиль» (режиссёр И. А. Савченко)
- 1947 год — «Сельская учительница» (режиссёр М. С. Донской)
- 1949 год — «Под голубым куполом» (режиссёр М. Володарский)
- 1951 год — «В степи» (режиссёр Б.А. Бунеев)
- 1952 год — «Композитор Глинка» (режиссёр Г. В. Александров)
- 1952 год — «Садко» (режиссёр А. Л. Птушко)
- 1953 год — «Великий воин Албании Скандербег» (режиссёр С. И. Юткевич)
- 1954 год — «Верные друзья» (режиссёр Н. К. Калатозов)
- 1955 год — «Отелло» (режиссёр С. И. Юткевич)
- 1956 год — «Илья Муромец» (режиссёр А. Л. Птушко)
- 1958 год — «Хождение за три моря» (режиссёр В. М. Пронин и Ходжа Аббас)
- 1958—1959 годы — «Восемнадцатый год» и «Хмурое утро»  в трилогии «Хождение по мукам» (режиссёр Г. Л. Рошаль)
- 1959 год — «Василий Суриков» (режиссёр А. М. Рыбаков)
- 1960 год — «Русский сувенир» (режиссёр Г. В. Александров)
- 1961 год — «Алые паруса» (режиссёр А. Л. Птушко)
- 1962 год — «Гусарская баллада» (режиссёр Э. А. Рязанов)
- 1962 год — «Бей, барабан!» (режиссёр А. А. Салтыков)
- 1963 год — «Это случилось в милиции» (режиссёр В. А. Азаров)
- 1964 год — «Сказка о потерянном времени» (режиссёр А. Л. Птушко)
- 1965 год — «Ленин в Польше» (режиссёр С. И. Юткевич)
- 1966 год — «Сказка о царе Салтане» (режиссёр А. Л. Птушко)
- 1968 год — «Первый курьер» (режиссёр Янчев, Владимир)
- 1968 год — «Зигзаг удачи» (режиссёр Э. А. Рязанов)
- 1972 год — «Руслан и Людмила» (режиссёр А. Л. Птушко)
- 1972 год — «Опасный поворот» (режиссёр В. П. Басов)
- 1973 год — «Нейлон 100%» (режиссёр В. П. Басов)
- 1974 год — «Выбор цели» (режиссёр И. В. Таланкин)
- 1975 год — «Ирония судьбы, или С лёгким паром!» (режиссёр Э. А. Рязанов)
- 1976 год — «Дни Турбиных» (режиссёр В. П. Басов)
- 1977 год — «Мимино» (режиссёр Г. Н. Данелия)
- 1978 год — «Любовь моя, печаль моя» (режиссёр А. Ибрагимов)
- 1982 год — «Красные колокола. Фильм 1. Мексика в огне»  (режиссёр С. Ф. Бондарчук)
- 1984 год — «Время и семья Конвей» (режиссёр В.П. Басов)

## Награды
- Народный художник Российской Федерации (2002)
- Заслуженный художник Российской Федерации (29 августа 1994) — за заслуги в области киноискусства[7]
- Заслуженный работник культуры РСФСР (1969)